# Kidasi
Kidasi (gr. Κιδάσι) – wieś w Republice Cypryjskiej, w dystrykcie Pafos. W 2011 roku liczyła 11 mieszkańców.